# 69. Armee (Rote Armee)
Die 69. Armee (russisch: 69-я армия) war ein Großverband der Roten Armee, der im Zweiten Weltkrieg im Mittelabschnitt der Ostfront und bei Kriegsende 1945 in Ostdeutschland eingesetzt wurde.

## Geschichte
Die 69. Armee wurde auf der Grundlage des Anfang Februar 1943 umstrukturierten Oberkommandos des 18. separaten Schützenkorps (Generalmajor P. M. Sykow) gebildet und sofort bei der Offensive der übergeordneten Woronesch-Front eingesetzt.
Armeegliederung am 1. März 1943
- 161., 180., 270., 305. Schützendivision
- 37. Schützenbrigade
- 173. Panzerbrigade
- 262. separates Panzerregiment
- 1. Jägerdivision (1., 2., 6., 10. Jägerbrigade)
- 1112. Kanonenartillerie-Regiment

### 1943
Ohne die eigene Aufstellung abzuschließen, nahm die 69. Armee während der Operation Swesda sofort an der Offensive auf Charkow teil, bei der die deutschen Truppen südwestlich von Nowy Oskol nach Westen zurückgedrängt wurden. Am 9. Februar befreite die 40. und 69. Armee im Kampf mit der deutschen Armeeabteilung Lanz Belgorod und errichtete einen Brückenkopf über den Fluss Donez. Die Truppen der 6. Armee eroberten am 6. Februar Balakleia und Barwenkowo. Dieser Erfolg schuf günstige Voraussetzungen für die folgenden Operationen der 3. Panzerarmee in Richtung auf Charkow. Gleichzeitig setzten die Panzer der 69. Armee ihre Verfolgungskämpfe gegen die deutsche 298. und 320. Infanteriedivision in Richtung nach Kupjansk fort. Acht Tage lang – vom 6. bis 14. Februar – blieben die Hauptkräfte der Panzerarmee Rybalko durch schwierige Kämpfe festgefahren. Die Kämpfe am Stadtrand von Charkow hatten die Kräfte der Südwestfront erschöpft, besonders die Infanterie hatte durch die deutsche Verteidigung schwere Verluste hinnehmen müssen. Erst am Morgen des 15. Februar konnte der deutsche Widerstand gebrochen werden, die Truppen der 69. Armee drängten nach und besetzten Charkow in der Nacht des 16. Februar vollständig. Die 40. Armee rückte mit drei Schützendivisionen, die 69. Armee mit vier Schützendivisionen und einer Schützenbrigade und die 3. Panzerarmee mit zwei Panzerkorps und zwei Schützendivisionen in die Stadt ein. In der Nacht des 17. Februar erhielt das Oberkommando der 69. Armee vom Frontkommandeur General F. I. Golikow den Befehl, weiter auf Bogoduchow und Achtyrka anzugreifen. Rechts davon hatte die 40. Armee in Richtung Lebedyn vorzurücken, links davon die 3. Panzerarmee in Richtung Poltawa anzugreifen. Am 18. Februar erreichten die Vorhuten der 69. Armee die Linie Poschnja (25 km westlich von Graiworon), Bogoduchow und Merefa.
Die Woronesch-Front versuchte die Offensive am rechten Flügel nach Lgow, Gluchow, Tschernigow und am linken Flügel auf Poltawa und zum Dnjepr bei Krementschug weiter voranzutreiben. Was dabei die Aufgaben der 69. Armee betraf, so erhielt General Kasakow die Anweisungen von F. I. Golikow am Abend des 10. Februar telefonisch übermittelt, woraufhin sich dieser nach Bogoduchow begab und dort am 17. Februar sofort mehrere Divisionen vorgehen ließ. Die Truppen der 69. Armee hatten den Vorstoß in Richtung auf Karlowka zu führen, die 3. Panzerarmee – nach Krasnograd. Am 23. Februar besetzten die Fronttruppen die Städte Sumy und Achtyrka. In der Nacht zuvor hatte die 69. Armee 40 Kilometer nördlich von Poltawa den Fluss Worskla überquert. Die 180. Schützendivision, die einen Brückenkopf am Westufer dieses Flusses etabliert hatte, sollte Poltawa innerhalb von zwei Tagen einnehmen. Obwohl es gegenüber der 69. Armee noch bis zum 22. Februar keine Anzeichen des von der Aufklärung festgestellten deutschen SS-Panzerkorps gab, fiel an diesen Tagen die strategische Initiative an die Wehrmacht zurück. Bis 25. Februar war die Offensive der 69. und 3. Panzerarmee festgefahren und endete an der Linie Rublewka, Tschutowo, Staroverowka. Die 160. und 305. Schützendivision wurden zur Verstärkung herangeführt. Erst am 2. März erhielt die 69. Armee schließlich den Befehl, in die Defensive überzugehen. Die 69. Armee stand Anfang März an der Linie südöstlich von Oposhnja, südwestlich von Walki, Scharowka. Am Morgen des 11. März konnten deutsche Truppen in den südöstlichen Teil von Bogoduchow eindringen. Nach der erfolgreichen deutschen Gegenoffensive bei Charkow musste sich die Truppe auf das linke Ufer des Flusses Donez auf die Linie von Schischino, Besljudowka zurückziehen. Am 20. März wurde die 69. Armee in die Frontreserve zurückgezogen.
Zu Beginn der Schlacht im Kursker Bogen befand sich die 69. Armee in der zweiten Staffel der Woronesch-Front und besetzte eine Linie in der Tiefe der Verteidigung hinter der 6. und 7. Gardearmee. Anschließend beteiligte sie sich an der Abwehr der deutschen Truppen südöstlich von Prochorowka.
Armeegliederung Mitte Juli 1943
- 48. Schützenkorps, Generalleutnant Z. Z. Rogoschni (107., 183. und 307. Schützendivision)
- 49. Schützenkorps, Generalmajor J. N. Terentjew (111. und 270. Schützendivision)

Ab dem 18. Juli wurde die Armee der Steppenfront zugeordnet. Während der Belgorod-Charkower Operation (3.–23. August) konnten die verstärkten Armeetruppen in Zusammenarbeit mit anderen Armeen der Steppenfront Belgorod (5. August) und Charkow (23. August) zurückerobern.
In der Schlacht am Dnjepr (25. August – 23. Dezember 1943) stießen die Truppen in weniger als einem Monat fast 200 km vor und erreichten das Gebiet östlich der Stadt Krementschug. Seit dem 30. September 1943 trat die Armee wieder in der Reserve des Hauptquartiers des Obersten Oberkommandos.

### 1944
Ab dem 5. April 1944 wurde die Armee der 1. Weißrussischen Front zugeordnet, als deren Teil sie an der Linie Turjachany-Jahodbowo-Stanislavowka und entlang des Turja-Flusses Verteidigungskämpfe führte.
Armeegliederung Mitte Juli 1944
- 25. Schützenkorps, Generalmajor Alexander Borisowitsch Barinow (77. Garde- und 4. Schützendivision)
- 61. Schützenkorps, Generalmajor Iwan Fjodorowitsch Grigorjewski (41., 134., 247. und 274. Schützendivision)
- 91. Schützenkorps, Generalmajor Fjodor Andrejewitsch Wolkow (117., 312. und 370. Schützendivision)
- 7. Garde-Kavallerie-Korps, Generalmajor Michail Petrowitsch Konstantinow (14., 15. und 16. Garde-Kavallerie-Division)

Während der Lublin-Brester Operation (18. Juli bis 2. August 1944) rückte die 69. Armee in Richtung Chełm vor. Ihre Truppen befreiten in Zusammenarbeit mit dem 7. Garde-Kavalleriekorps die Stadt Chełm (22. Juli) und erreichten Ende Juli die Weichsel und etablierten einen Brückenkopf bei Puławy.

### 1945
Die 69. Armee operierte erfolgreich in der Warschau-Posener Operation (14. Januar – 3. Februar 1945) Während der Operation befreiten sie in Zusammenarbeit mit anderen Formationen Radom, Tomaszów Mazowiecki, Łódź, Meseritz (Medzyzhech) und andere Städte; im Februar blockierten die Truppen Frankfurt an der Oder.
Armeegliederung im Januar 1945
25. Schützenkorps, Generalmajor Alexander B. Barinow
- 77. Garde-, 64. und 41. Schützendivision

61. Schützenkorps, Generalleutnant J. F. Grigorjewskij
- 134., 247. und 274. Schützendivision

91. Schützenkorps, Generalleutnant Fjodor A. Wolkow
- 117., 312. und 370. Schützendivision
- 12. Artilleriedivision
- 41. und 46. Artillerie-Brigade
- 32. und 62. Haubitzen-Artillerie-Brigade
- 18. Flugabwehr-Artillerie-Division
- 68. Panzerbrigade
- 12. selbstfahrende Artillerie-Brigade
- 33. Garde-Panzerregiment
- 1205., 1206. und 1221. selbstfahrendes Artillerie-Regiment

Während der Berliner Operation (16. April bis 8. Mai 1945) rückte die Armee aus dem Brückenkopf von Küstrin mit Front nach Süden vor und nahm mit der 33. Armee am nördlichen und östlichen Abschnitt der Kesselschlacht von Halbe teil. Im Mai 1945 stand die Armee im Raum Magdeburg an der Elbe.
Nach dem Krieg wurde die Armee Teil der Gruppe der sowjetischen Besatzungstruppen in Deutschland, dann wurde ihr Oberkommando nach Baku verlegt, wo sie im August 1945 zur Bildung der Verwaltung des Militärbezirks Baku verwendet wurde.

## Führung
Oberbefehlshaber
- Generalleutnant Michail Iljitsch Kasakow (2. Februar – 22. März 1943)
- Generalmajor (ab Juni 1943 – Generalleutnant) Wassili Dmitrijewitsch Krjutschonkin (22. März 1943 – 3. April 1944)
- Generalleutnant (ab November 1944 Generaloberst) Wladimir Jakowlewitsch Kolpaktschi (3. April 1944 – bis Mai 1945)

Stabschefs
- Generalmajor Z. Z. Rogoschni (1.–27. Februar 1943)
- Oberst S. M. Protas (27. Februar – 26. Juli 1943)
- Generalmajor W. S. Wenski (26. Juli – 25. Oktober 1943)
- Generalmajor P. F. Iljinch (25. Oktober 1943 – 5. Mai 1944)
- Generalmajor A. W. Wladimirski (5. Mai 1944 – Mai 1945)

Mitglied des Militärrates
- Generalmajor A. W. Schchelakowski (4. Februar 1943 – Mai 1945)